# Парфентьево (Владимирская область)
Парфентьево — деревня в Собинском районе Владимирской области России, входит в состав Колокшанского сельского поселения.

## География
Деревня расположена в 1 км на запад от центра поселения посёлка Колокша и в 16 км на северо-восток от райцентра города Собинка, близ автодороги М-7 «Волга».

## История
В конце XIX — начале XX века деревня входила в состав Воршинской волости Владимирского уезда, с 1926 года — во Владимирской волости. В 1859 году в деревне числилось 30 дворов, в 1905 году — 41 дворов, в 1926 году — 45 хозяйств.
С 1929 года деревня входила в состав Колокшанского сельсовета Владимирского района, с 1945 года — в Собинском районе.

## Население
| 1859 | 1905 | 1926 |
| ---- | ---- | ---- |
| 232  | 331  | 210  |

| 1859 | 1905 | 1926 | 2002 | 2010 | 2021 |
| ---- | ---- | ---- | ---- | ---- | ---- |
| 232  | ↗331 | ↘210 | ↘96  | ↗98  | ↘69  |